# 귀실신사

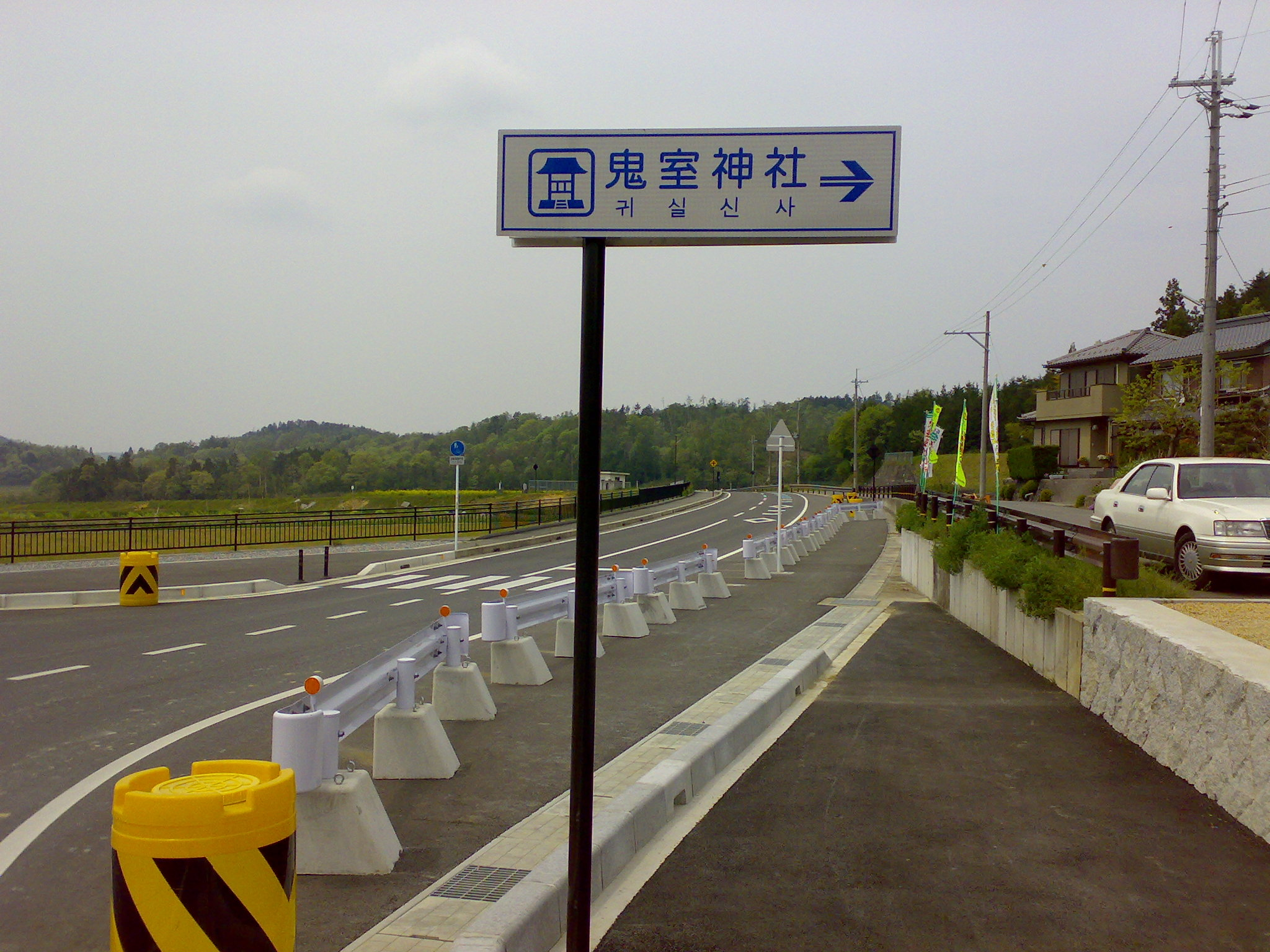
귀실신사의 표지판

귀실신사(鬼室神社)는 일본 시가현 가모군 히노정에 있는 신사다. 본래는 니시노미야(西宮) 신사였으나 나중에 귀실집사의 묘비가 나오고 나서, 귀실신사로 명칭을 바꾸었다.
7세기에 백제가 패망하고 왜국에 유민들이 이주했을 때, 귀실씨(귀실 지역에 봉해진 방계왕족집단)의 귀실집사(鬼室集斯)를 본전의 석사에서 기리고 있다.
또 다른 귀실씨인 귀실복신은 대한민국 충청남도 부여군 은산면(恩山面)에 자리한 은산 별신당에서 기리고 있다. 귀실신사 내부에는 한국어와 일본어가 병기되어 있다.

## 같이 보기
- 귀실집사
- 귀실복신